# Gajim
Gajim is een vrij chatprogramma dat het XMPP-protocol (Jabber) voor instant messaging gebruikt. Gajim is geschreven in Python met behulp van PyGTK voor de GTK+-toolkit. Het draait onder Windows, Linux en BSD.

## Mogelijkheden
- Alle gesprekken in één venster, met een tabblad per gesprek
- Groepschatondersteuning (door middel van het MUC-protocol)
- Emoticons, schermafbeeldingen, bestandsoverdracht, URL-grabber, favorieten
- Systeembalkicoon, speller
- TLS- en OpenPGP-ondersteuning (met SSL-legacy-ondersteuning)
- Transport Registration-ondersteuning
- Serviceverkenning, nodes inbegrepen
- Wikipedia, woordenboek en zoekmachine aanhalen
- Meerdere accounts
- D-Bus-mogelijkheden
- XML-console

Gajim is beschikbaar in het Engels, Frans, Duits, Russisch, Spaans, Esperanto, Baskisch, Italiaans, Slowaaks, Zweeds, Pools, Portugees, Grieks, Bulgaars, Nederlands, Tsjechisch en Noors.